# Jean-Jaurès (métro de Toulouse)
Pour les articles homonymes, voir Jaurès et Jean Jaurès.
Jean-Jaurès est une station de correspondance entre les lignes A et B du métro de Toulouse. Elle est située dans le quartier Saint-Georges, à proximité des allées Jean-Jaurès et de la place Wilson, au centre-ville de Toulouse.
C'est l’unique station avec une correspondance entre les deux lignes du réseau, elle est aussi la plus fréquentée, avec plus de 20 millions de validations en 2016.

## Situation sur le réseau

Plan du métro de Toulouse

Établie en souterrain, la station Jean-Jaurès est établie sur la ligne A du métro de Toulouse. Elle est située entre la station Capitole, en direction de la station terminus sud-ouest Basso-Cambo, et la station Marengo – SNCF, en direction de station terminus nord-est Balma – Gramont.
Station de correspondance, elle est également établie sur la ligne B du métro de Toulouse, entre les stations Jeanne-d'Arc au nord-ouest et François-Verdier au sud-est depuis 2007.

## Histoire
La station Jean-Jaurès est mise en service le 26 juin 1993, lors de l'ouverture à l'exploitation de la première section, longue de 10 kilomètres entre ses terminus Basso-Cambo et Jolimont, de la ligne A du métro de Toulouse. Les quais de la ligne A sont dimensionnés pour accueillir des rames de quatre voitures d'une longueur de totale de 52 m, tandis que la ligne B dispose d'une longueur opérationnelle des quais de 26 m, pour une desserte par des rames composées de deux voitures,. Néanmoins le gros œuvre de la station au niveau de la ligne B est déjà prévu pour l'accueil de rames de 52 m de long. Elle porte le nom de Jean-Jaurès, en référence aux allées du même nom situées à proximité. Celles-ci sont nommées d'après Jean Jaurès, homme politique français né à Castres.
Par la suite, la ligne B, dont les travaux ont débuté en 2001, a ouvert le 30 juin 2007. La station Jean-Jaurès, située en centre-ville, a été retenue comme station de correspondance entre les deux lignes du métro de Toulouse.
De décembre 2013 à octobre 2014, les quais de la ligne A ont été réaménagés sous la maîtrise de LCR Architectes. Les travaux consistaient principalement en le déplacement des escaliers d’accès, initialement situés entre les accès aux rames ; ainsi la zone d’attente a considérablement gagné en espace, tandis que les flux de voyageurs distincts sont désormais plus facilement séparés[réf. nécessaire]. La station est ponctuellement en chantier, entre 2017 et 2019, dans le cadre de la mise en service de rames de 52 m de long sur ligne A. Le chantier décrit comme un important « réaménagement de la station » pour accueillir les rames plus longues de la ligne A et faciliter les échanges piétonniers entre les deux lignes ce qui se traduit par : « création d'un nouvel accès vers les Ramblas-jardin sur les allées Jean-Jaurès ; optimisation des déplacements des voyageurs à l'intérieur de la station en séparant les flux de correspondance entre les lignes A et B ; agrandissement des quais pour l'exploitation des rames doublées ». Les rames, pouvant accueillir 320 passagers débutent leur service le 10 janvier 2020,.
En 2013, la station Jean-Jaurès enregistra 11 526 302 validations. En 2016, la station enregistre plus de 22 millions de validations (plus de 11 millions pour chaque ligne), ce qui la place une nouvelle fois en tête de la fréquentation de l'ensemble du métro de Toulouse. Elle représente à elle seule 20 % des validations de la ligne A et 21 % des validations de la ligne B. En 2018, 21 226 144 voyageurs sont entrés dans la station, ce qui en fait toujours la station la plus fréquentée.

## Service aux voyageurs

### Accès et accueil
La station est composée de deux sous-stations mises en relation : côté ligne A, la station est positionnée à l'est et se trouve à une plus grande profondeur que celle de la ligne B – placée elle plus à l'ouest – afin de permettre le croisement des deux lignes.
La station de la ligne A est équipée d'un quai central à douze portes lui permettant d'accueillir des rames de 52 m à quatre voitures.

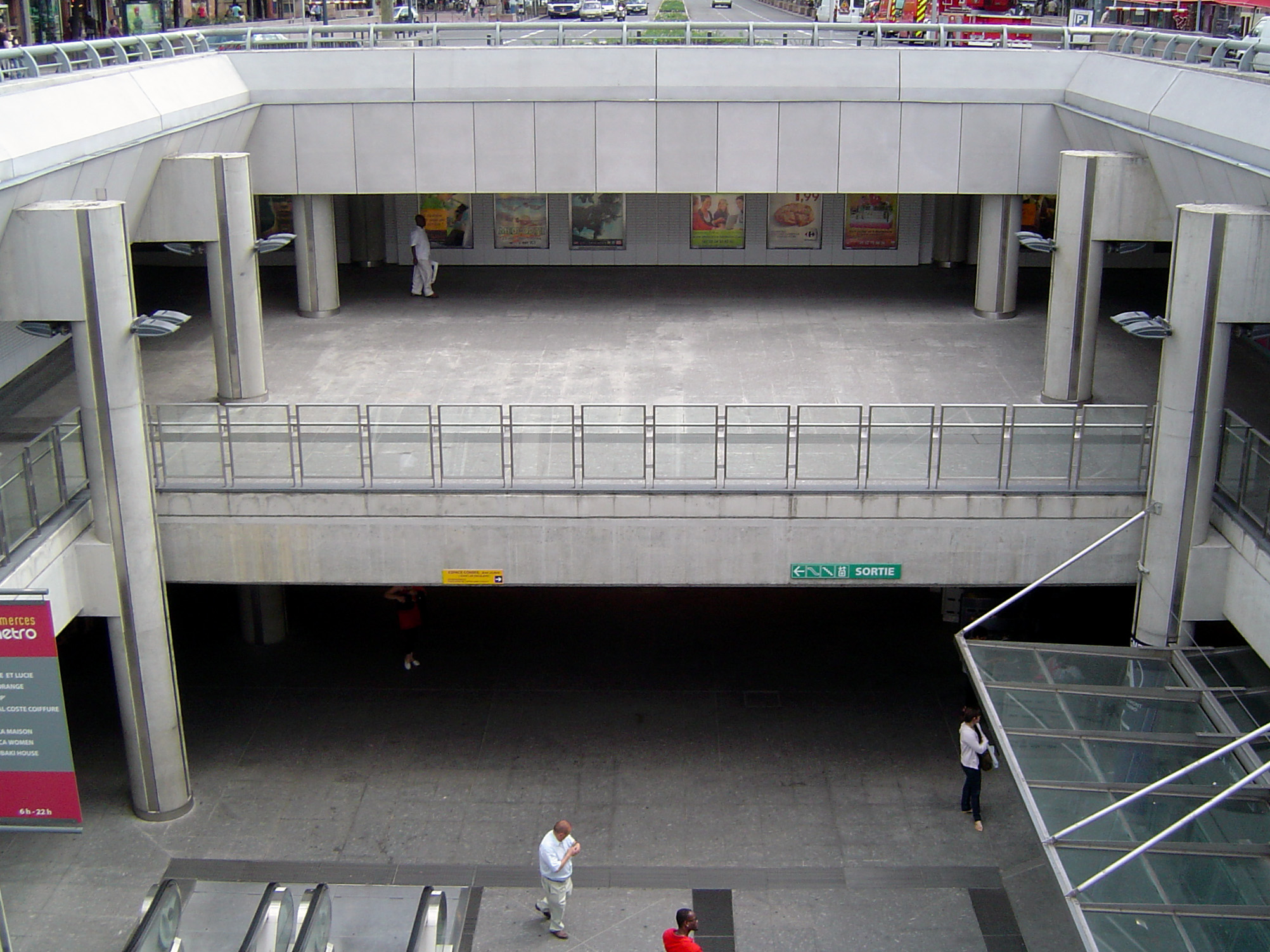
Hall de la station, visible depuis les allées Jean-Jaurès.

Du côté de la ligne B, c'est la méthode espagnole qui est utilisée ; la station est équipée de trois quais pour deux voies : le quai central sert à l'embarquement des passagers, les quais latéraux sont utilisés pour le débarquement. Les portes de la rame s'ouvrent des deux côtés, toutefois, afin d'inciter les voyageurs à descendre du côté prévu, la signalisation visuelle embarquée indique un seul côté de descente et les portes du quai central s'ouvrent avec un retardement par rapport à celles du quai latéral. Ce système permet de réduire le temps d'arrêt en station, étant donné que le flux d'échange de voyageurs y est l'un des plus importants du réseau. De plus, les quais comptent douze portes, ce qui permet de recevoir des rames de 52 m à quatre voitures.
Les accès à la station sont situées autour du carrefour entre les boulevards intérieurs et les allées Jean-Jaurès : l’entrée se trouve au milieu de l'esplanade Franklin-Roosevelt, du côté de la place Wilson ; deux autres entrées sont placées sur les allées Jean-Jaurès, respectivement sur le boulevard Carnot et le boulevard de Strasbourg. La station est aussi directement reliée au parking souterrain éponyme : l’ensemble de ces accès donnent accès à une galerie commerciale souterraine, elle-même située en mezzanine au-dessus de la salle des billets partiellement à ciel ouvert. Les portiques d’accès aux deux lignes et la zone d’échange sont situés au second sous-sol, sous les allées Jean-Jaurès, au nord-est du carrefour. Les quais des deux lignes sont, quant à eux, situés un étage plus bas, ceux de la ligne A à l’est dans l’axe des allées Jean-Jaurès, ceux de la ligne B à l’ouest dans l’axe des boulevards.
En souterrain, à proximité de la station, se trouve le tunnel d’interconnexion des deux lignes, se détachant de la ligne B à l’endroit où celle-ci se sépare en deux tunnels, vers le puits Victor-Hugo, et rejoignant la ligne A à l’ouest, avant l’entrée de la station Capitole. Celui-ci, construit en zone fortement urbanisée, passe sous les immeubles du quartier Victor-Hugo et présente une forte courbe, d’un rayon de 95 m.
La station est équipée de guichets automatiques, permettant l'achat des titres de transports.

### Desserte

#### Ligne A
Comme sur le reste du métro toulousain, le premier départ des terminus est à 5 h 15, le dernier départ est à 0 h du dimanche au jeudi et à 3 h le vendredi et samedi.

Quai central ligne A
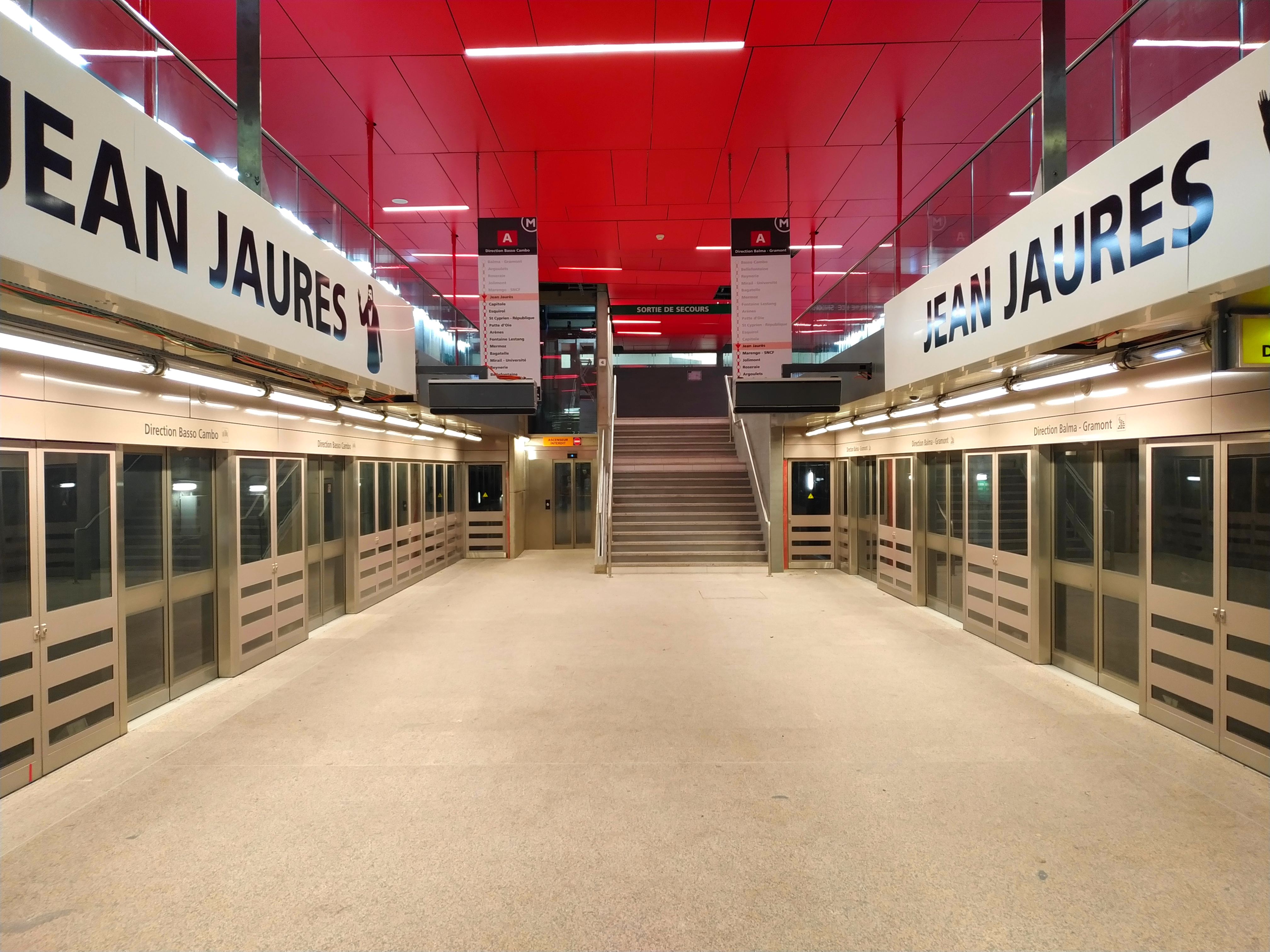
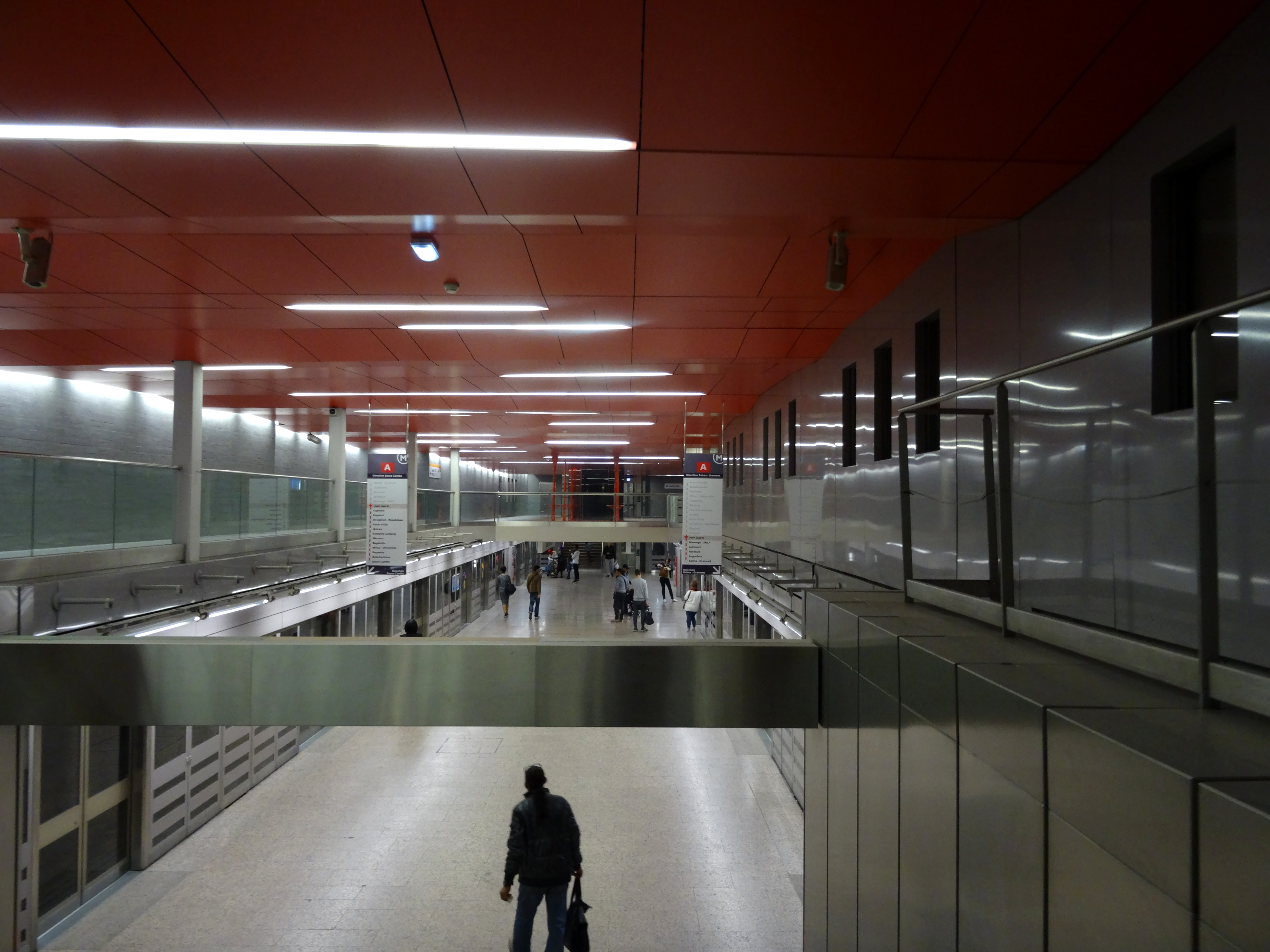
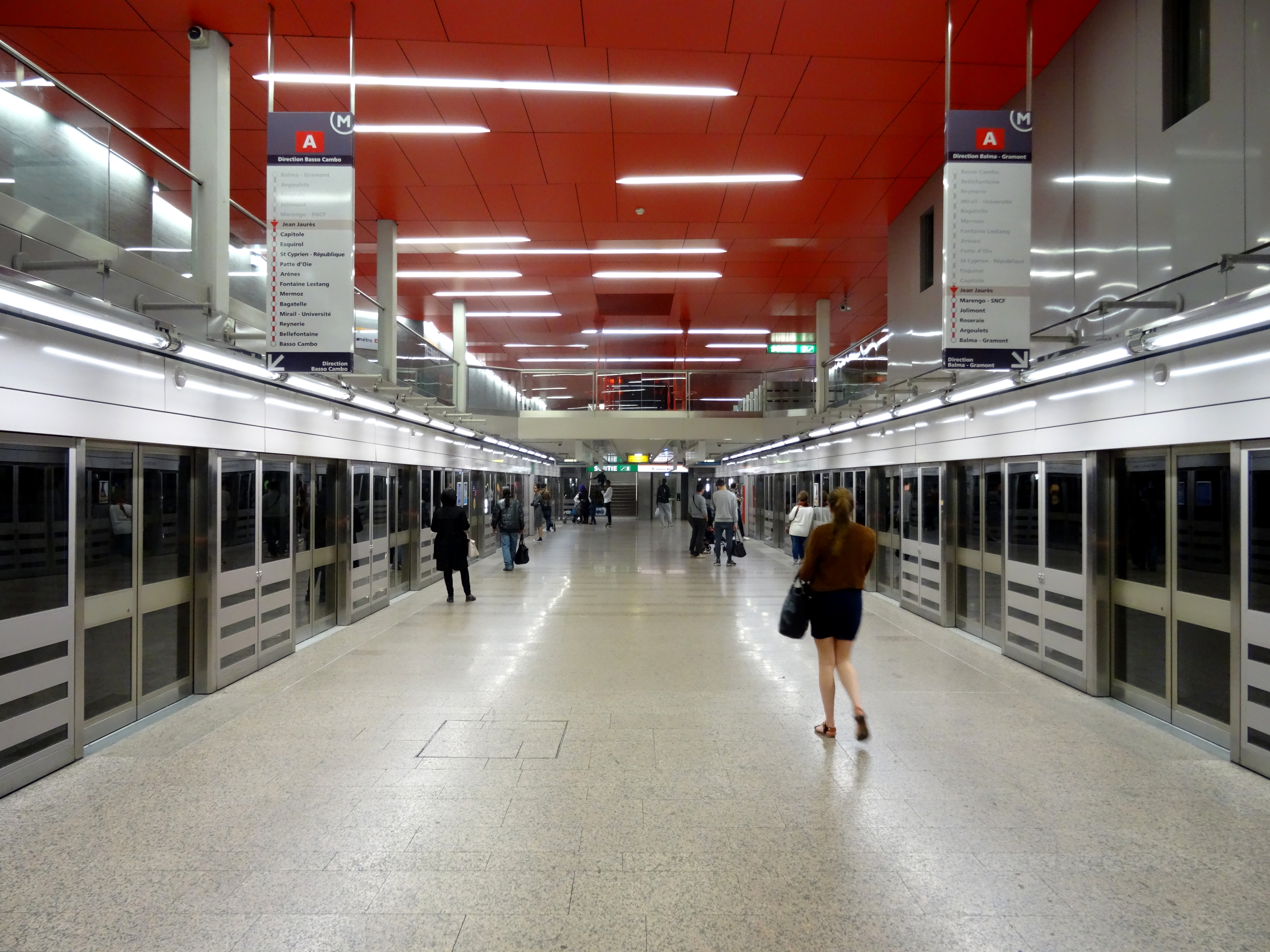

#### Ligne B
Comme sur le reste du métro toulousain, le premier départ des terminus est à 5 h 15, le dernier départ est à 0 h du dimanche au jeudi et à 3 h le vendredi et samedi.

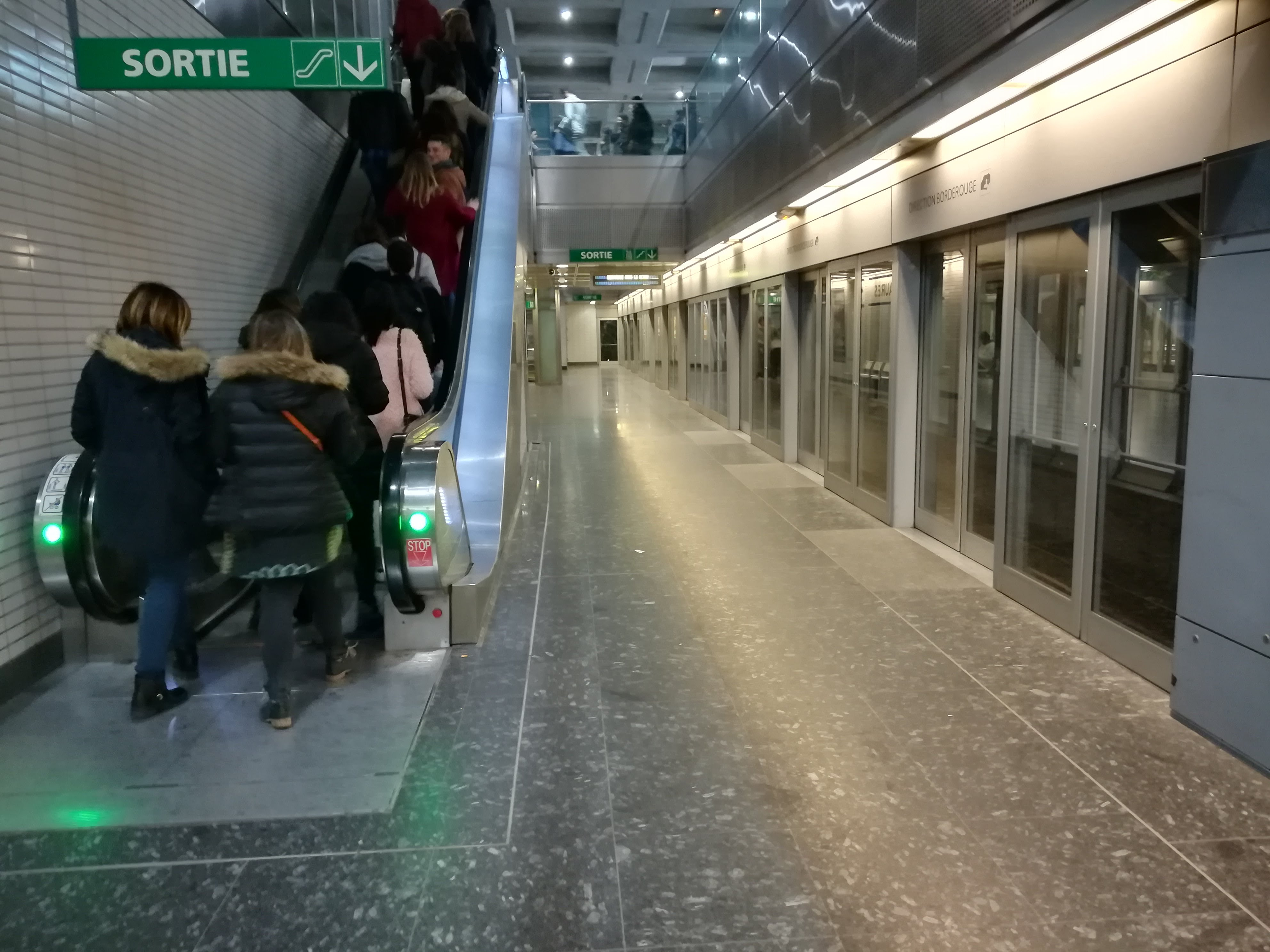
Un quai latéral de la ligne B.

### Intermodalité
La station est desservie par les Linéo L1, L8 et L9 et par les lignes 14, 15, 23 et Centre-Ville du réseau Tisséo.
Jusqu'en 2022, elle était également desservie par les lignes 318, 319, 357, 358, 359, 361, 364, 380 et 383 du réseau Arc-en-Ciel.

## L'art dans la station
La station compte deux œuvres d'art : celle de la ligne A, une anamorphose se révélant à un certain point de l'escalier d'accès sud des allées Jean-Jaurès, a été réalisée par Felice Varini, ; et la fresque abstraite de la ligne B a quant à elle été réalisée par Julije Knifer. Il s'agit de rectangles formant des vagues de couleurs noir et blanc sur 30 mètres de long.
Pour fêter la première année de la ligne B, Tisséo s'associe à l'agence de design global toulousaine KLD-Design ainsi qu'à l'artiste local Chat Maigre pour habiller huit cabines d'ascenseurs de la ligne, dont celle de Jean Jaurès.

## À proximité
- Place Wilson
- Stations VélôToulouse no 17 (Strasbourg – Sardane), no 18 (Strasbourg – Jean-Jaurès) et no 19 (Carnot – Péri)
- Théâtre de la Cité (TNT)
- Burger King Wilson
- Cinéma Gaumont Wilson
- Fnac Wilson
- McDonald's Wilson